# 弗雷斯内拉屈什
弗雷斯内拉屈什（法語：Freycenet-la-Cuche，法語發音：[fʁɛsnɛ la kyʃ]）是法国上卢瓦尔省的一个市镇，属于勒皮区。

## 地理
弗雷斯内拉屈什（44°53'40"N, 4°5'16"E）面积16.25 平方千米，位于法国奥弗涅-罗讷-阿尔卑斯大区上盧瓦爾省，该省份为法国中南部省份，北起多姆山省和卢瓦尔省，西接康塔爾省，南至洛泽尔省，东临阿尔代什省。
与弗雷斯内拉屈什接壤的市镇（或旧市镇、城区）包括：勒贝阿日、伊萨莱斯、莱塞斯塔布勒、弗雷斯内拉图尔、加泽耶河畔勒莫纳斯捷、普雷萨耶。

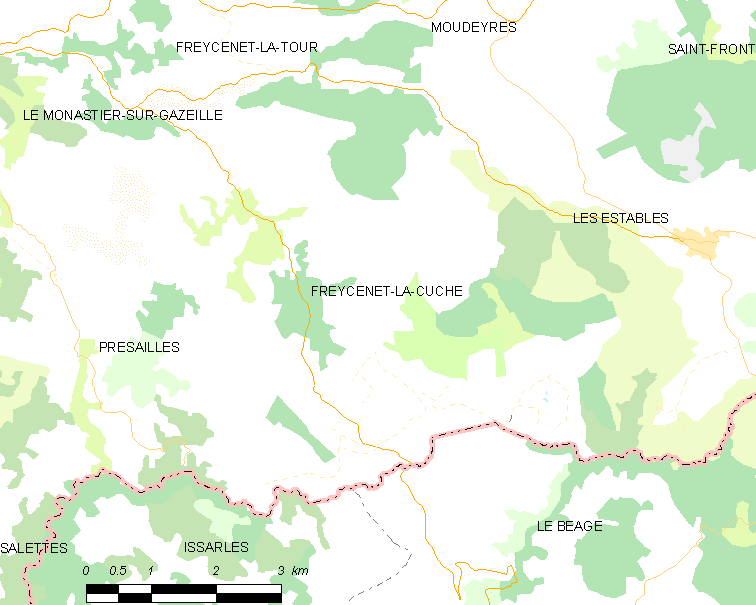
弗雷斯内拉屈什的OSM定位图

弗雷斯内拉屈什的时区为UTC+01:00、UTC+02:00（夏令时）。

## 行政
弗雷斯内拉屈什的邮政编码为43150，INSEE市镇编码为43097。

## 政治
弗雷斯内拉屈什所属的省级选区为梅藏县。

## 人口

1962-2008年间弗雷斯内拉屈什人口变化图示

弗雷斯内拉屈什于2022年1月1日时的人口数量为105人。